# Carrozzeria Colli
Carrozzeria Colli fue una empresa carrocera automovilística fundada en 1931 por Giuseppe Colli y sus cuatro hijos, Benjamino, Mario, Tarcisio y Cándido. Giuseppe Colli y su hijo Benjamino habían aprendido el oficio de carrocero en la fábrica “Touring”.

## Historia

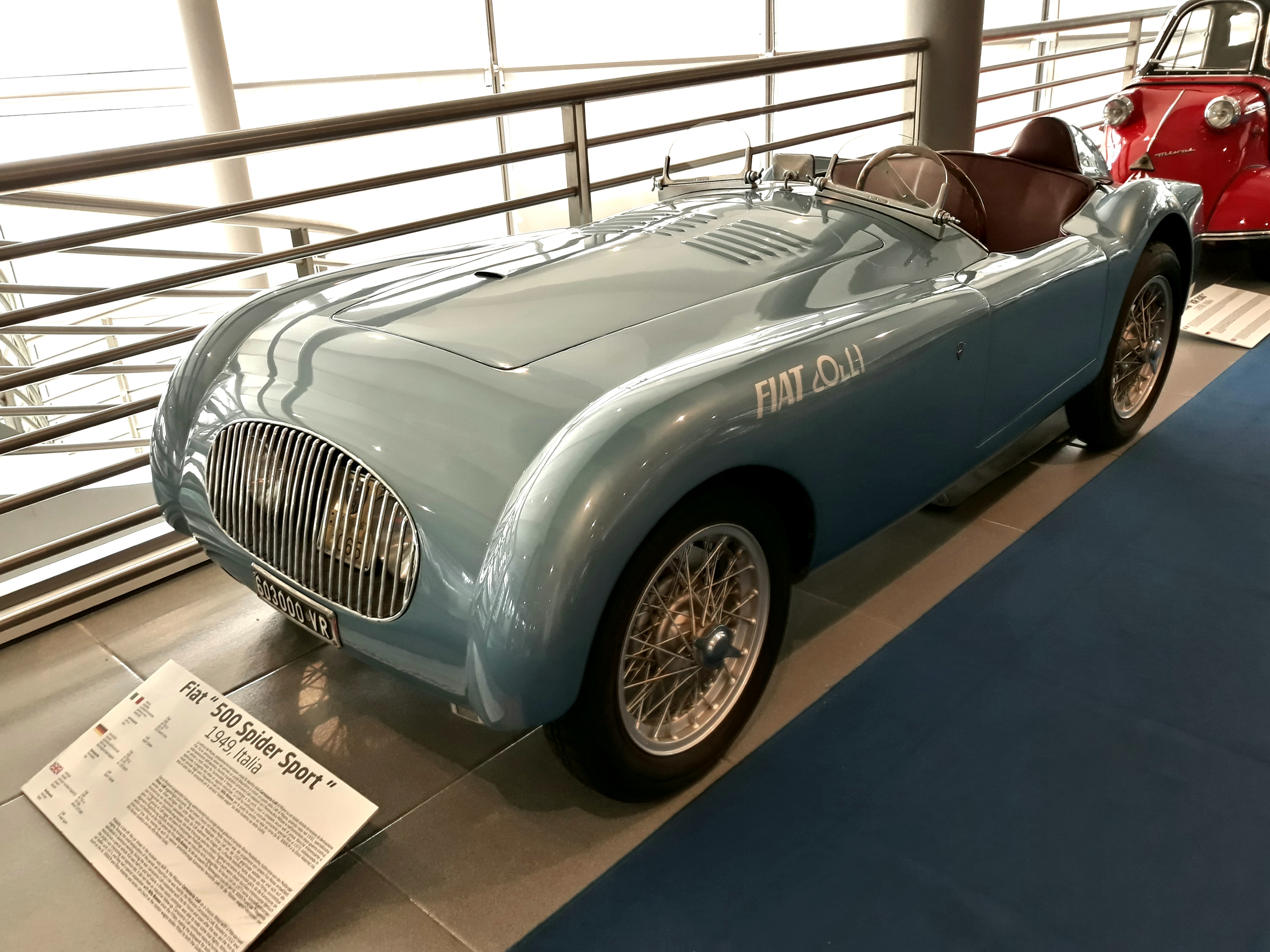
Fiat 500 con carrocería Colli de 1949 que se expone en el museo Nicolis.

La carrocera Colli se especializó en construcciones de aluminio. El primer modelo creado fue un automóvil de carreras que usaba el chasis y la mecánica del Fiat 1100. Más tarde, el Fiat 500, Lancia Astura y Lancia Aprilia se usaron como base para nuevas construcciones. Durante la Segunda Guerra Mundial, la compañía Colli trabajó para la aeronáutica militar, y después del conflicto regresó a los talleres de carrocería. Tras la guerra, produjo otros modelos basados en el Alfa Romeo 6C 2500 SS y el Lancia Aprilia y, para la competición de elegancia de Villa de Este, completó una barca tipo Fiat 500 denominado barchetta.
En 1946, Carrozzeria Colli construyó el “Aerauto PL.5C”, un prototipo de aeroauto, es decir, un vehículo híbrido o pequeño avión de giro con alas plegables, construido para cubrir incluso tramos cortos de carreteras, sustituyendo la funcionalidad de un turismo. Ese ingenio, diseñado por el ingeniero Luigi Pellarini, se transformaba en automóvil. El coche/avión estaba equipado con un motor Continental C85, pero el proyecto fue abandonado finalmente en 1953.
Además de carrocerías para coches deportivos, Colli también construyó carrocerías para coches convencionales de calle, como por ejemplo un Coupé con carrocería de aluminio que se instalaba tanto sobre bastidores del Fiat 1100B como del Fiat 1500D.
En los años cincuenta, Carrozzeria Colli comenzó a colaborar con Alfa Romeo para la construcción de carrocerías del Alfa Romeo 6C 3000CM Coupé y Spider y una variante del famoso Alfa Romeo “Disco Volante”. 
En los años 1960, la empresa también construyó algunos Giulietta y Giulia (Promiscua) familiares, tanto para uso privado como para la Policía. Durante la época de Alfa Romeo, Colli también construyó carrocerías especiales para bastidores Panhard.
Carrozzeria Colli construyó en 1955 la carrocería de un coche de Fórmula 1 para la escudería Volpini, auspiciada por las marcas Arzani-Volpini, usando como base un Maserati equipado con un motor en línea de cuatro cilindros de 1500 cm³ con sobrealimentación.
Tras un ligero descenso de la producción debido a la competencia, fueron producidos varios coches de Fórmula 3 con motores BMW y otros deportivos. La compañía carrocera Colli desapareció en 1973.